# أولغا موروزوفا
أولغا موروزوفا (بالروسية: Морозова, Ольга Васильевна) مواليد 22 فبراير 1949 في موسكو، هي لاعبة كرة مضرب روسية سابقة بدأت مسيرتها كمحترفة سنة 1966 وكانت تلعب باليد اليمنى، اعتزلت اللعب في 1989. كما أنها إحدى بطلات الجراند سلام. أعلى تصنيف لها في الفردي كان المركز الـ 7 في سنة 1975.

## النهائيات

### الفردي: النهائيات 2 (الألقاب 0, الوصافة 2)
| الحصيلة | السنة | البطولة        | الأرضية | المنافس في النهائي | النتيجة في النهائي |
| ------- | ----- | -------------- | ------- | ------------------ | ------------------ |
| الوصافة | 1974  | فرنسا المفتوحة | ترابية  | كريس إيفرت         | 6–1, 6–2           |
| الوصافة | 1974  | ويمبلدون       | عشبية   | كريس إيفرت         | 6–0, 6–4           |

### زوجي السيدات: النهائيات 4 (الألقاب 1, الوصافة 3)
| الحصيلة | السنة | البطولة                     | الأرضية | الشريك            | المنافس في النهائي             | النتيجة في النهائي |
| ------- | ----- | --------------------------- | ------- | ----------------- | ------------------------------ | ------------------ |
| الفوز   | 1974  | فرنسا المفتوحة              | ترابية  | كريس إيفرت        | غيل شانفرو كاتيا إبنجهاوس      | 6–4, 2–6, 6–1      |
| الوصافة | 1975  | أستراليا المفتوحة           | عشبية   | مارغريت سميث كورت | ايفون جولاجونج كولي بيغي ميشيل | 7–6, 7–6           |
| الوصافة | 1975  | فرنسا المفتوحة              | ترابية  | جولي أنتوني       | كريس إيفرت مارتينا نافراتيلوفا | 6–3, 6–2           |
| الوصافة | 1976  | بطولة أمريكا المفتوحة للتنس | ترابية  | فرجينيا وايد      | لينكي بوشوف إيلانا كلوس        | 6–1, 6–4           |

### الزوجي المختلط: النهائيات 2 (الألقاب 0, الوصافة 2)
| الحصيلة | السنة | البطولة  | الأرضية | الشريك          | المنافس في النهائي           | النتيجة في النهائي |
| ------- | ----- | -------- | ------- | --------------- | ---------------------------- | ------------------ |
| الوصافة | 1968  | ويمبلدون | عشبية   | أليكس ميتريفيلي | مارغريت سميث كورت كين فليتشر | 6–1, 14–12         |
| الوصافة | 1970  | ويمبلدون | عشبية   | أليكس ميتريفيلي | روزماري كاسالس إيلي ناستاسي  | 6–3, 4–6, 9–7      |

## الخط الزمني للفردي
مفتاح
| ف | ن | ن.ن | ر.ن | د# | د.م | ل | أ.أ | ت | غ | ب | ف | ذ | م.خ | ل.ت |

(ف) فاز بالبطولة (ن) وصل النهائي (ن.ن) نصف النهائي (ر.ن) ربع النهائي (د#) الأدوار الأربعة الأولى (د.م) دور المجموعات (ل) شارك في كأس ديفيز (أ.أ) خرج من الأدوار الاولى (ت) خسر التصفيات التأهيلية (غ) غاب عن الحدث أو البطولة (ب) حصل على ميدالية برونزية (ف) حصل على ميدالية فضية (ذ) حصل على ميدالية ذهبية (م.خ) بطولة الماسترز خُفضت إلى مرتبة أقل (ل.ت) البطولة لم تعقد في السنة المعينة.
لتجنب الارتباك وازدواجية الحساب، يتم تحديث هذه المعلومات إما في نهاية البطولة، أو عندما تكون مشاركة اللاعب في البطولة قد انتهت.
| الدورة           | 1966  | 1967  | 1968  | 1969  | 1970  | 1971  | 1972  | 1973  | 1974  | 1975  | 1976  | إجمالي ف/م |
| ---------------- | ----- | ----- | ----- | ----- | ----- | ----- | ----- | ----- | ----- | ----- | ----- | ---------- |
| أستراليا         | غ     | غ     | غ     | غ     | غ     | غ     | ر.ن   | غ     | غ     | ر.ن   | غ     | 0 / 2      |
| فرنسا            | غ     | د1    | د2    | د3    | د2    | د2    | ر.ن   | د2    | ن     | ن.ن   | غ     | 0 / 9      |
| بطولة ويمبلدون   | د1    | غ     | د1    | د4    | د2    | د3    | د4    | ر.ن   | ن     | ر.ن   | ر.ن   | 0 / 10     |
| الولايات المتحدة | غ     | غ     | غ     | غ     | د3    | غ     | ر.ن   | د3    | غ     | د2    | د3    | 0 / 5      |
| م.ف              | 0 / 1 | 0 / 1 | 0 / 2 | 0 / 2 | 0 / 3 | 0 / 2 | 0 / 4 | 0 / 3 | 0 / 2 | 0 / 4 | 0 / 2 | 0 / 26     |

- إجمالي ف / م = إجمالي الفوز والمشاركة

## روابط خارجية
- أولغا موروزوفا على موقع رابطة محترفات التنس (الإنجليزية)
- أولغا موروزوفا على موقع الاتحاد الدولي لكرة المضرب (الإنجليزية)
- أولغا موروزوفا على موقع كأس بيلي جين كينغ (الإنجليزية)
- أولغا موروزوفا على موقع خلاصة التنس.كوم (الإنجليزية)